# قوري ناو سفلي
قوري ناو سفلي (بالفارسية: قوری‌ناو سفلی) هي قرية تقع في قسم ببه‌جيك (مقاطعة تشالدران) في إيران. يقدر عدد سكانها بـ 76 نسمة .